# Talbot-Lago
Talbot-Lago fue un fabricante de automóviles francés establecido en Suresnes, Altos del Sena. Operó entre los años 1935 (cuando Antonio Lago se hizo con la titularidad de las instalaciones francesas del grupo británico S T M Motors) y su cierre definitivo en 1960, tras pasar sus instalaciones a manos del grupo SIMCA en 1958.
La casa se dedicó a la producción de vehículos de serie elegantes y lujosos, pero nunca pudo superar sus permanentes dificultades económicas.

## Los comienzos

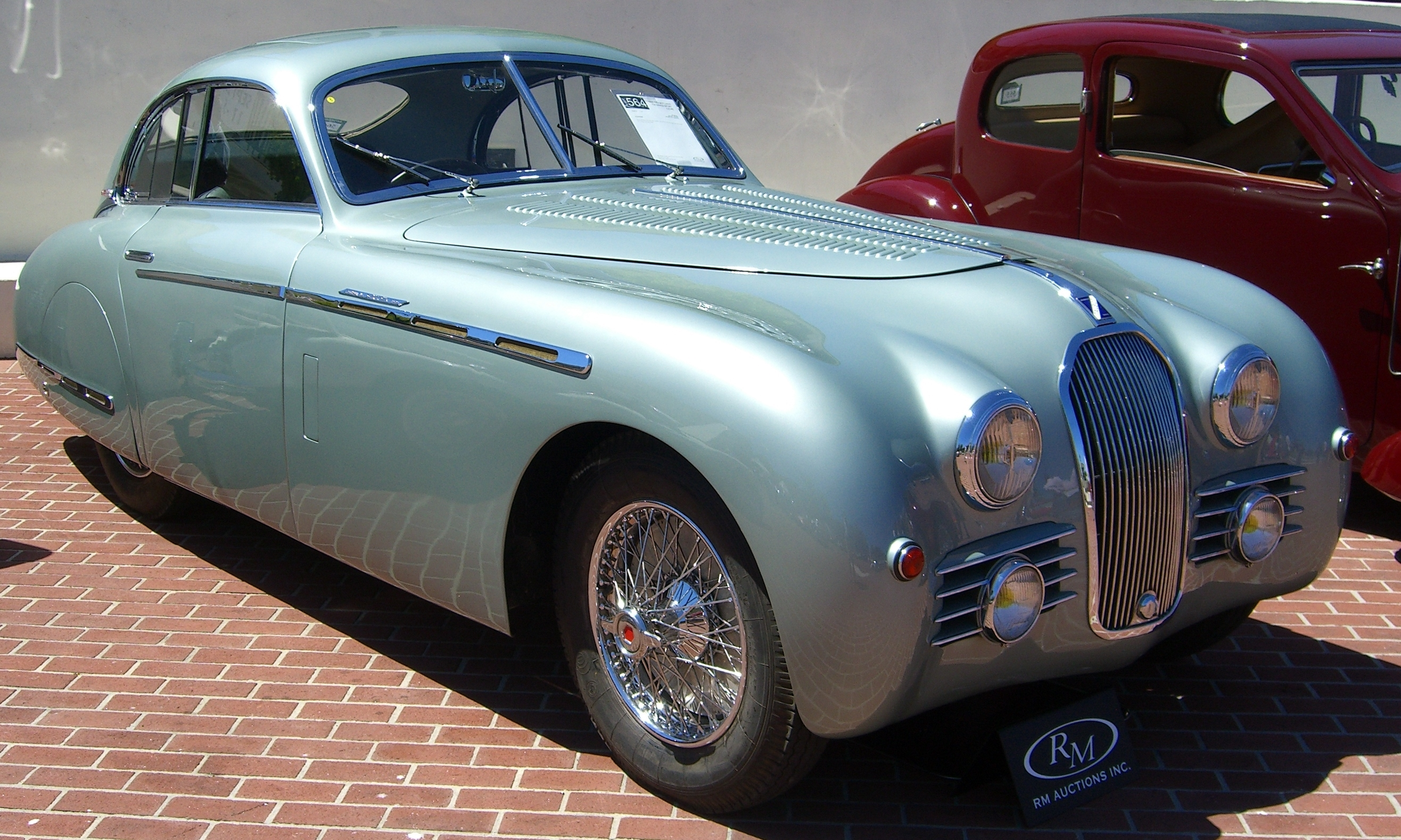
1950 Talbot-Lago T26 Grand Sport, carrozado por Jacques Saoutchik, París.

El grupo STD (Sunbeam-Talbot-Darracq) quebró en 1935. La empresa Talbot francesa fue adquirida y reorganizada por Antonio Lago y desde entonces empleó el nombre Talbot-Lago.
Al mismo tiempo, los bienes británicos de Talbot pasaron al control del grupo Rootes, finalizando así el uso paralelo de la marca Talbot en Francia y en el Reino Unido.

## Período de entreguerras
Lago fue un ingeniero excelente, que desarrolló un motor seis cilindros existente para conseguir un motor de cuatro litros de cilindrada con cámaras de combustión hemisféricas (que rendía 160 CV), a pesar de tener el árbol de levas en el bloque. Así mismo desarrolló una caja de cambios preselectiva tipo Wilson de cuatro velocidades adelante y marcha atrás. Con este motor casi sin preparar montado sobre carrocerías monoplaza, consiguió ganar (1.º, 2.º y 3.º puestos) en el Gran Premio de Francia de 1937, ganando también los Grandes Premios de Marsella y Túnez, y el Tourist Trophy de ese mismo año.
Los modelos T150 coupé fueron realizados por excelentes carroceros como  Figoni et Falaschi o Saoutchik.

## Tras la II Guerra Mundial

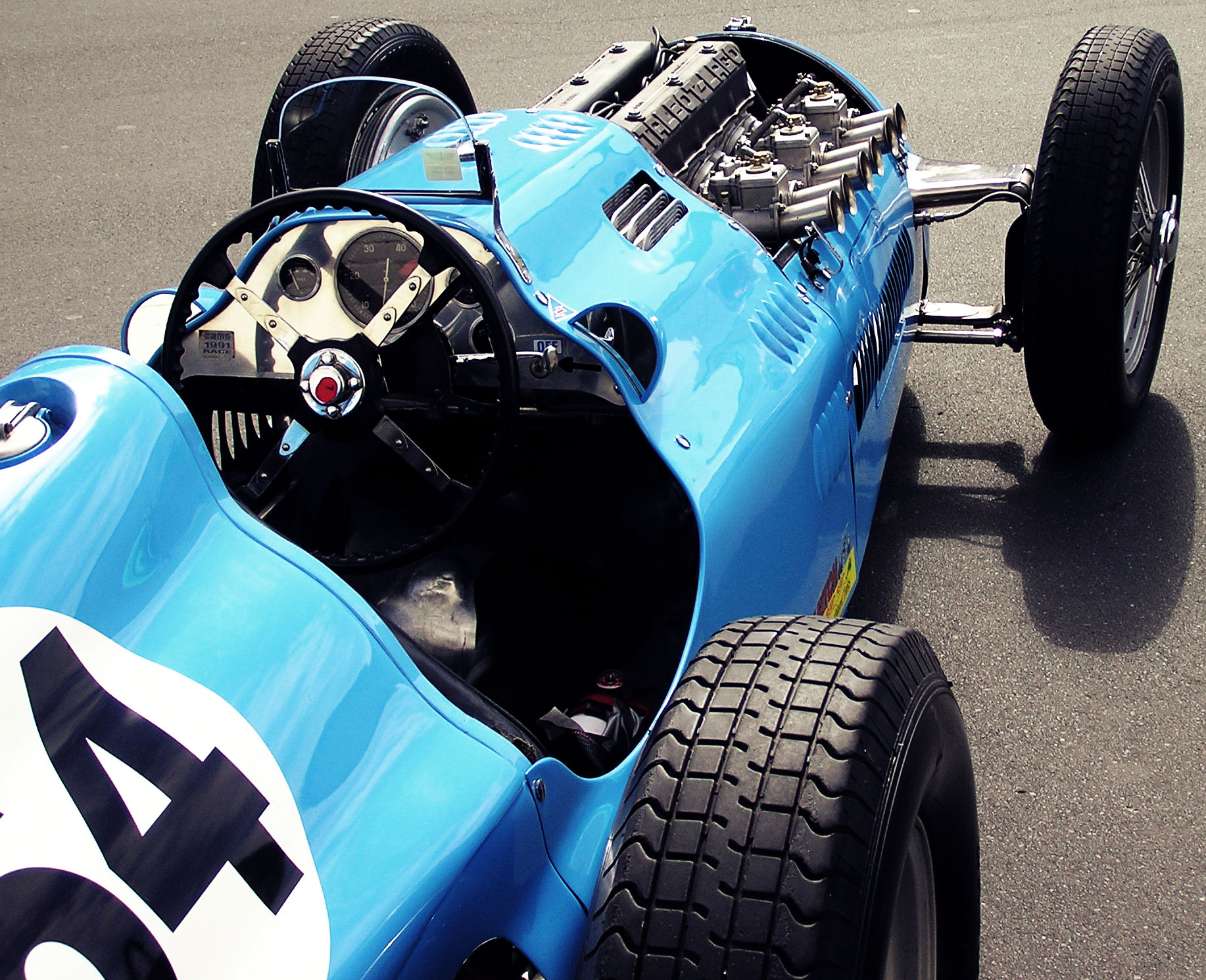
Talbot-Lago T26C de 1950.

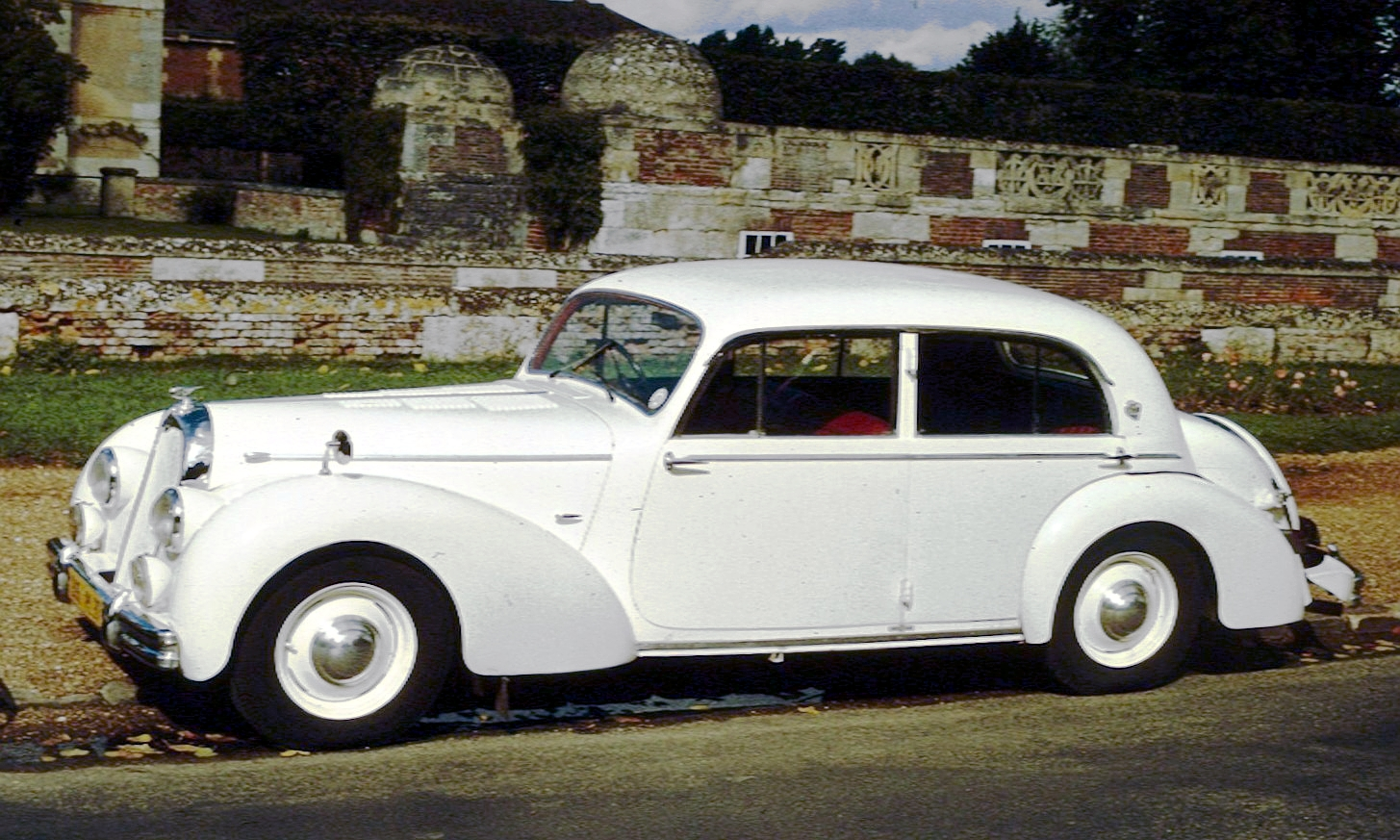
Talbot-Lago T15 Baby ca 1950.

Tras la II Guerra Mundial, se desarrolló un motor de seis cilindros y 4483 cc para el modelo Grand Sport 26 CV. Otro modelo, denominado Lago Sport (1954-1957) empleaba un motor Maserati. Los modelos Lago America posteriores (1957-1959) emplearon motores BMW de 2,6 o 2,7 litros, o motores Simca.
Estos vehículos de serie alcanzaban los 190 km/h sin preparación.
En el año 1947, los Talbot Lago Gran Sport, ganaron el Gran Premio de Francia de 1947 y las 24 Horas de Le Mans de 1950.
El Talbot-Lago T26C fue el monoplaza que corrió en las dos primeras temporadas del Campeonato Mundial de Fórmula 1. Dos terceros puestos de Louis Rosier fueron los mejores resultados de este monoplaza. Tenía un motor Talbot de seis cilindros y 4500 cm³.
Al ser época de crisis postbélica y ser automóviles de lujo, las políticas de impuestos establecidas en Francia hicieron que la empresa (al igual que otras marcas de vehículos de alta gama como Hotchkiss, Delahaye y Lagonda) empezara a tener serios problemas financieros que acabaron en 1959 con la compra de la Talbot-Lago por parte de la entonces boyante Simca. Simca fue posteriormente absorbida por Chrysler en 1963, y pasó a ser conocida como Chrysler Francia en 1970.
Los Talbot-Lago se han convertido en automóviles muy valorados en diversas subastas, alcanzando valores de 3.685.000 dólares en la subasta Pebble Beach de 2005 por un T150-C Lago Speciale Teardrop Coupe de 1938. El mismo año, la puja más alta en una subasta en Christie's por un Talbot-Lago T150 C-SS Teardrop Coupe de 1937 con carrocería de Figoni et Falaschi alcanzó la cifra de 3.535.000 dólares.

## Resultados

### Fórmula 1
(Clave) (negrita indica pole position) (cursiva indica vuelta rápida)

| Año     | Chasis  | Motor     | Neu. | Piloto                | 1   | 2   | 3   | 4   | 5   | 6   | 7   |
| ------- | ------- | --------- | ---- | --------------------- | --- | --- | --- | --- | --- | --- | --- |
| 1950    | T26C-DA | Talbot L6 | D    |                       | GBR | MON | 500 | SUI | BEL | FRA | ITA |
| 1950    | T26C-DA | Talbot L6 | D    | Yves Giraud-Cabantous | 4   | DNA |     | Ret | Ret | 8   |     |
| 1950    | T26C-DA | Talbot L6 | D    | Eugène Martin         | Ret |     |     | Ret |     |     |     |
| 1950    | T26C-DA | Talbot L6 | D    | Louis Rosier          |     |     |     | 3   | 3   | 6*  |     |
| 1950    | T26C-DA | Talbot L6 | D    | Philippe Étancelin    |     |     |     |     | Ret |     |     |
| 1950    | T26C-DA | Talbot L6 | D    | Raymond Sommer        |     |     |     |     |     | Ret |     |
| Fuente: |         |           |      |                       |     |     |     |     |     |     |     |